# Sapteswor
Sapteswor (nepalski: सप्तेश्वर) – gaun wikas samiti we wschodniej części Nepalu w strefie Sagarmatha w dystrykcie Khotang. Według nepalskiego spisu powszechnego z 2001 roku liczył on 487 gospodarstw domowych i 2484 mieszkańców (1284 kobiet i 1200 mężczyzn).